# Rue Coquillière
La rue Coquillière est l'une des plus anciennes voies situées sur l'emprise de l'actuel 1er arrondissement de Paris, en France.

## Situation et accès

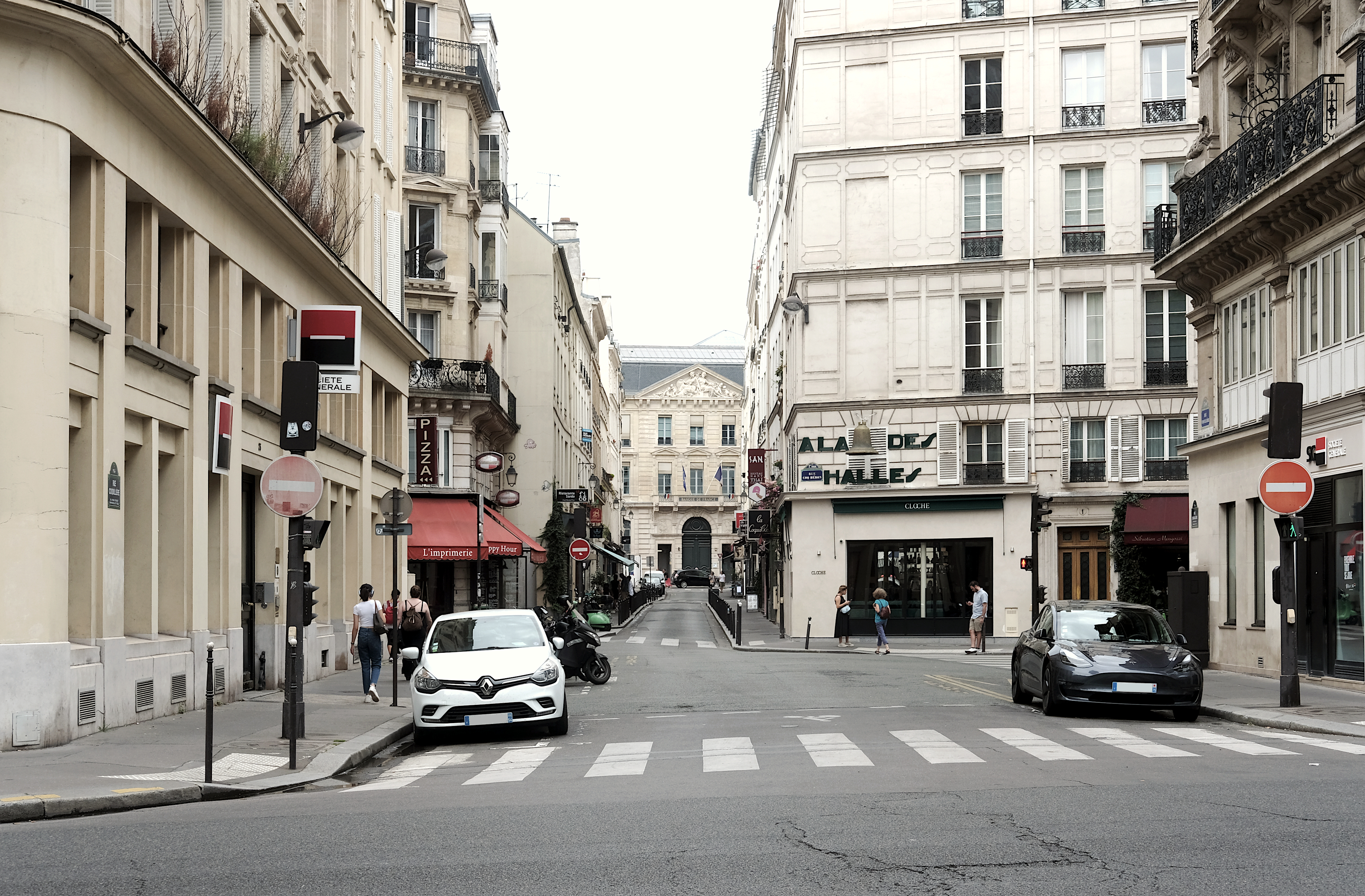
La rue Coquillière vue depuis la rue du Louvre ; au fond, en arrière-plan, l'entrée principale de la Banque de France.

Elle se situe dans le quartier des Halles.

## Origine du nom
Elle devait ce nom à la famille Coquillier.

## Historique
La rue fut ouverte au XIIIe siècle, peu après la construction de l'enceinte de Philippe Auguste qui était percée à cet endroit par la « porte Coquillier » ou « Coquillière »
Elle est citée sous le nom de « rue Coquilière » dans un manuscrit de 1636.
Le 15 juillet 1767, le consortium Oblin-Le Camus de Mézière, déjà adjudicataire du lotissement de l'ancien hôtel de Soissons et futur constructeur, au bénéfice d'Armand-Gaston Camus, de l'hôtel de Beauvau et de l'hôtel du Tillet, rue des Saussaies, se vit adjuger par sentence du Châtelet de Paris une maison rue Coquillière, au coin de la rue de Grenelle Saint-Honoré (actuelle rue Jean-Jacques Rousseau), donc dans le prolongement de l'ancien hôtel de Soissons.

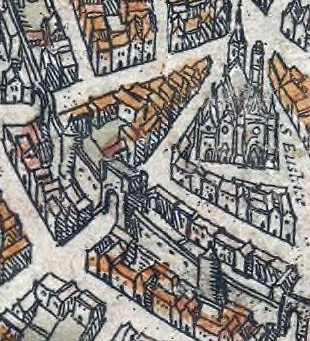
La « porte Coquillier » de l'enceinte de Philippe Auguste vers 1530, extrait du plan de Braun et Hogenberg.
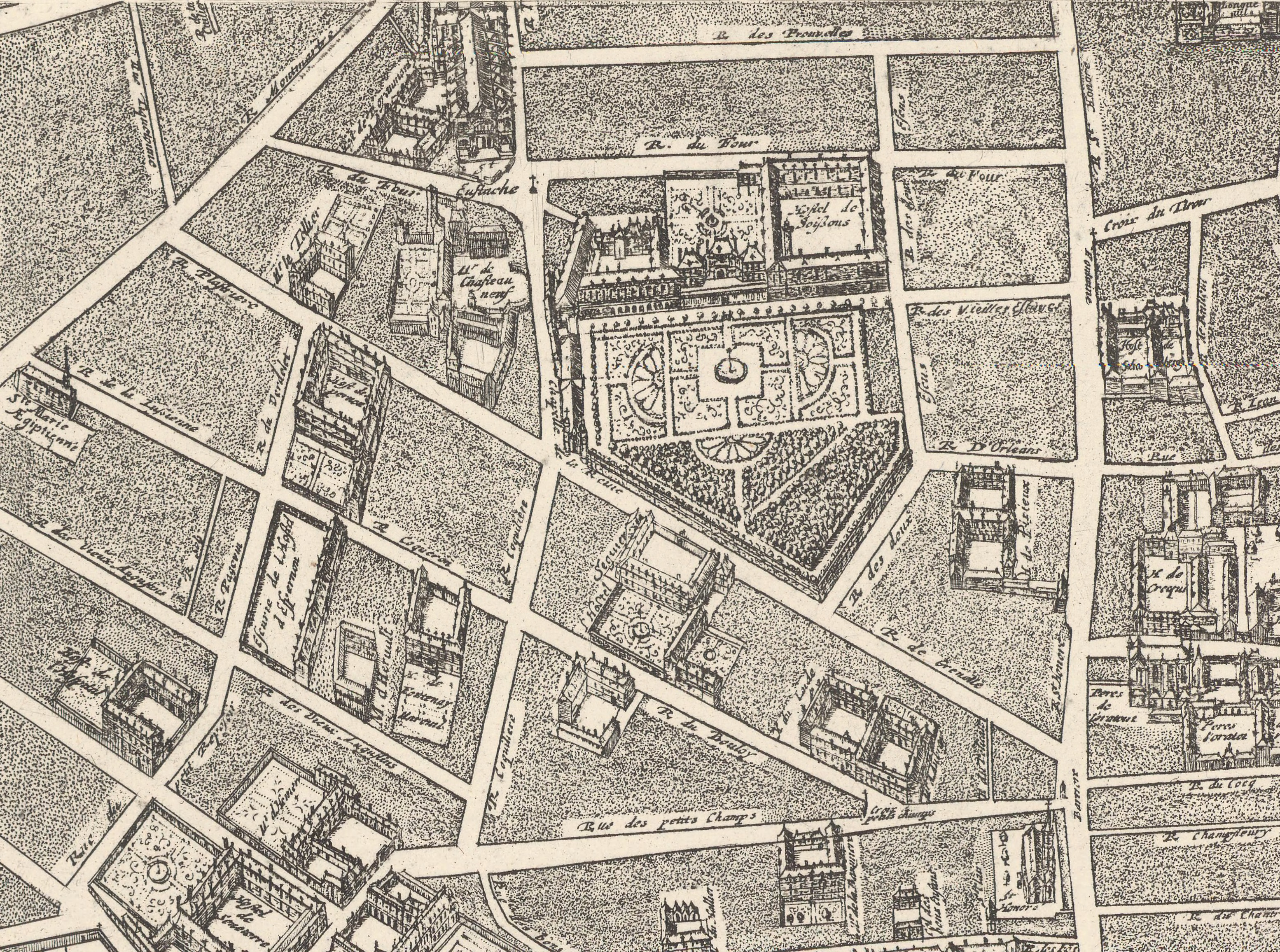
La rue Coquillière et ses environs sur un extrait du plan de Gomboust (1652). Le nord est orienté à gauche.
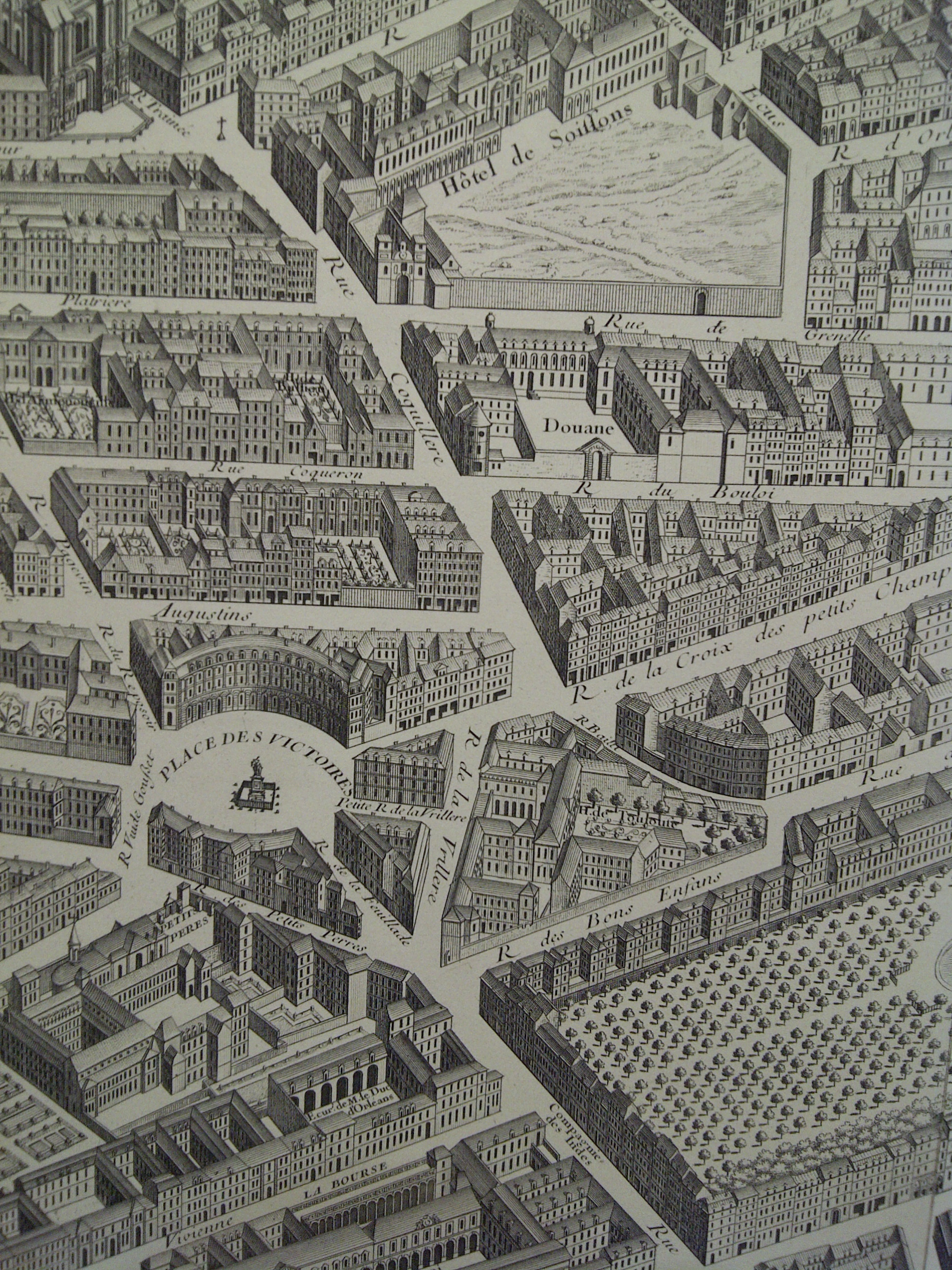
La rue Coquillière vers 1734, extrait du plan de Turgot.

## Bâtiments remarquables et lieux de mémoire
- No 10 : lieu de naissance du compositeur Paul Dukas en 1865, comme l'indique la plaque commémorative apposée 84 rue du Ranelagh (16e arrondissement), où il est mort en 1935. Emplacement de l'ancien hôtel de Châteauneuf, démoli en 1842[2].
- No 15 : emplacement de la première Boucherie Duval (disparue), à l'origine des Bouillons Duval[3].
- No 16 : lieu de naissance du poète Léon-Paul Fargue, surnommé le piéton de Paris[4].
- Nos 24, 27, 28 et 29 : intersection au point de jonction des rues du Bouloi (sud) et Coq-Héron (nord).

- Nos 29 et 31 (et nos  impairs 15 à 21 rue du Bouloi) : emplacement de l'ancien couvent des Carmélites et de ses dépendances[5].
En 1659, les carmélites, déjà présentes hors de la ville en leur couvent du faubourg Saint-Jacques et intra-muros dans leur maison de la rue Chapon, établissent à l'emplacement de l'actuel no 31 une maison de retraite et de refuge dans l'ancien hôtel particulier de Gaspard de Saulx (1509-1575), seigneur de Tavannes, baron de Sully, dit « maréchal de Tavannes ». La communauté, devenue indépendante en 1663, y adjoint en 1666 l'hôtel particulier voisin (no 29) formant l'angle avec la rue du Bouloi pour les besoins du nouveau couvent. Elle fera également l'acquisition de plusieurs maisons de la rue du Bouloi (actuels nos 15 à 21) qui sont mises en location.  Les Carmélites déménagent rue de Grenelle en 1687 pour avoir plus de place (couvent des Carmélites du faubourg Saint-Germain).

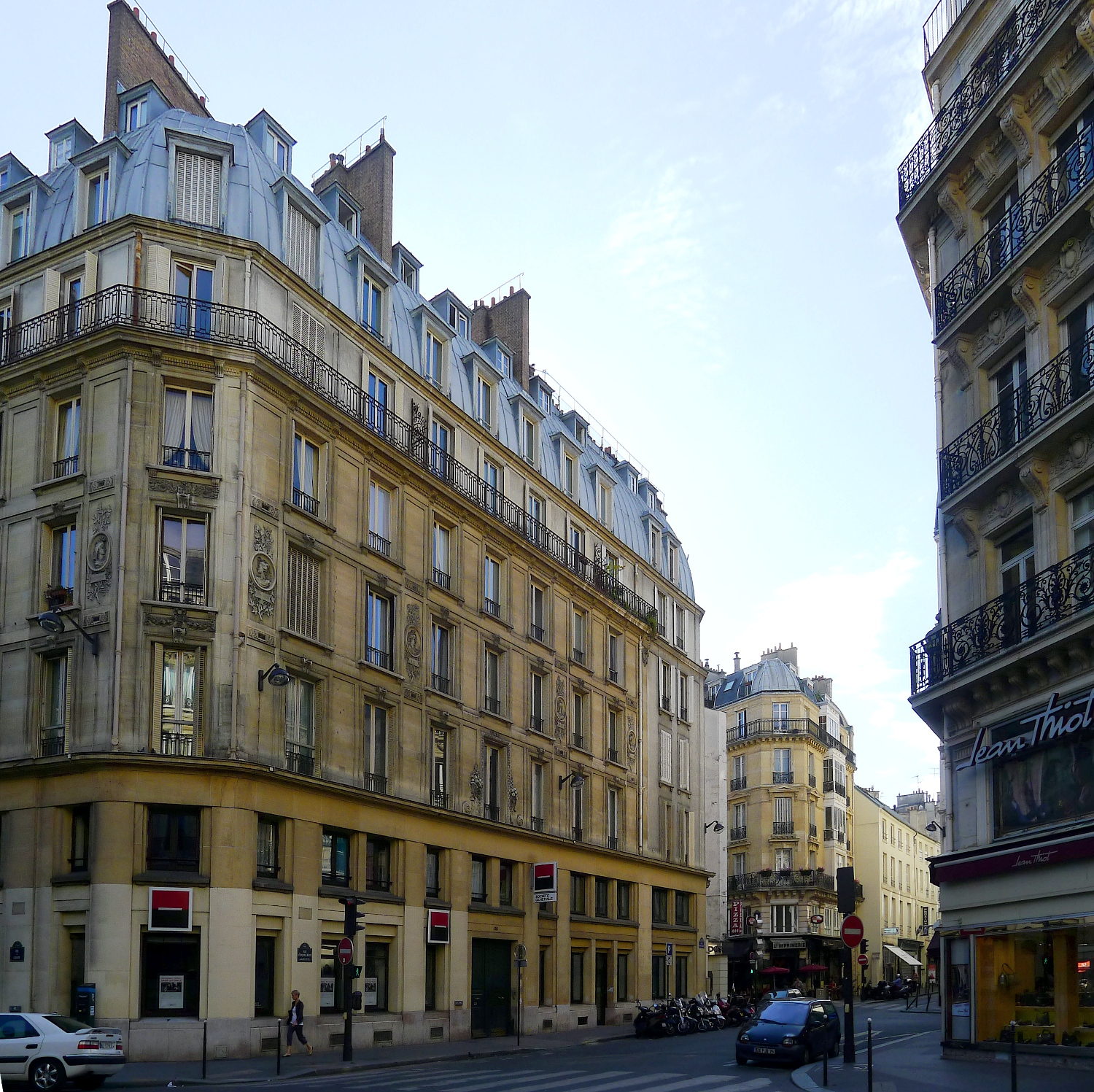
Rue Coquillière vue de la rue du Louvre.
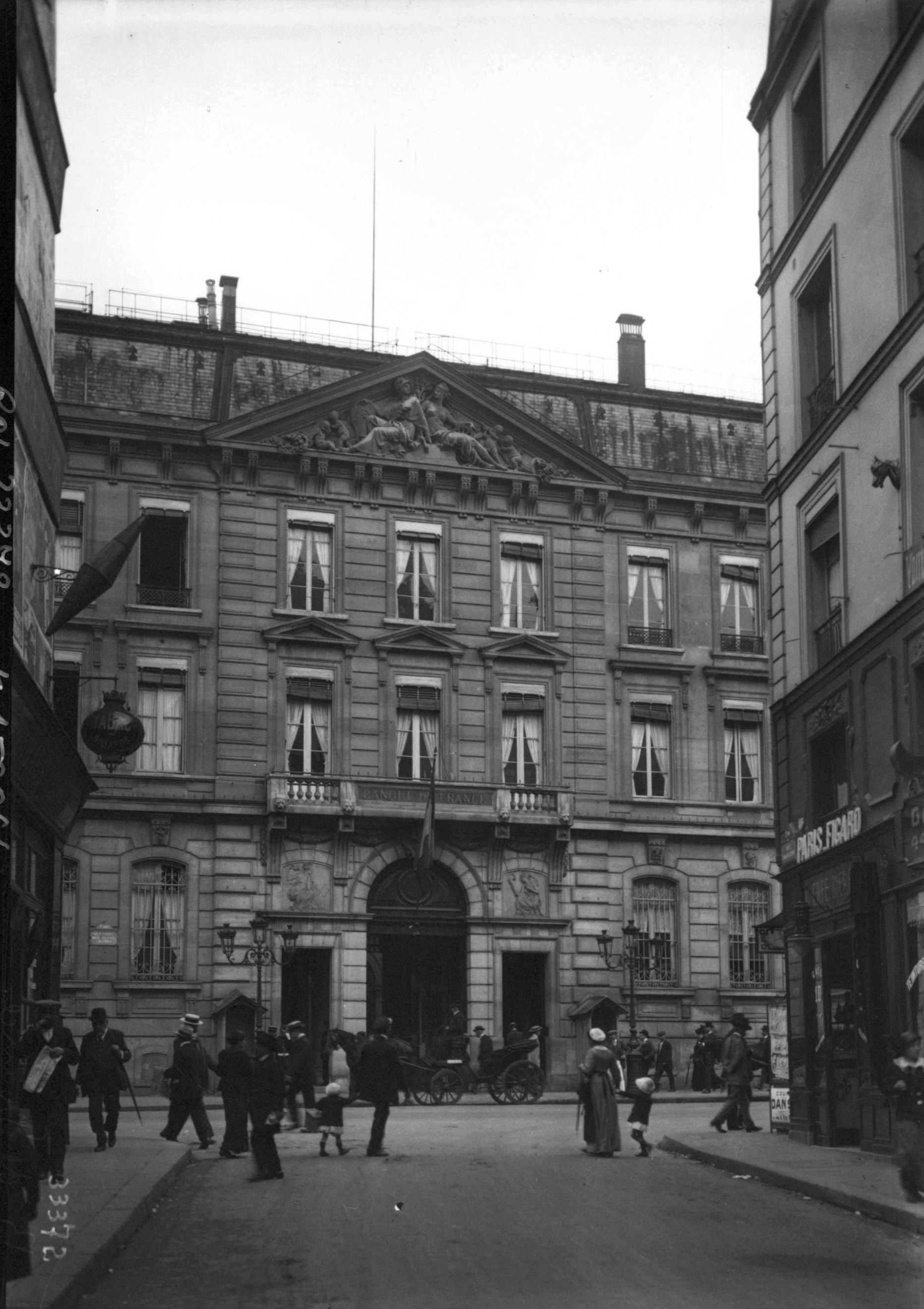
L'hôtel de Toulouse vu de la rue Coquillière en 1913.
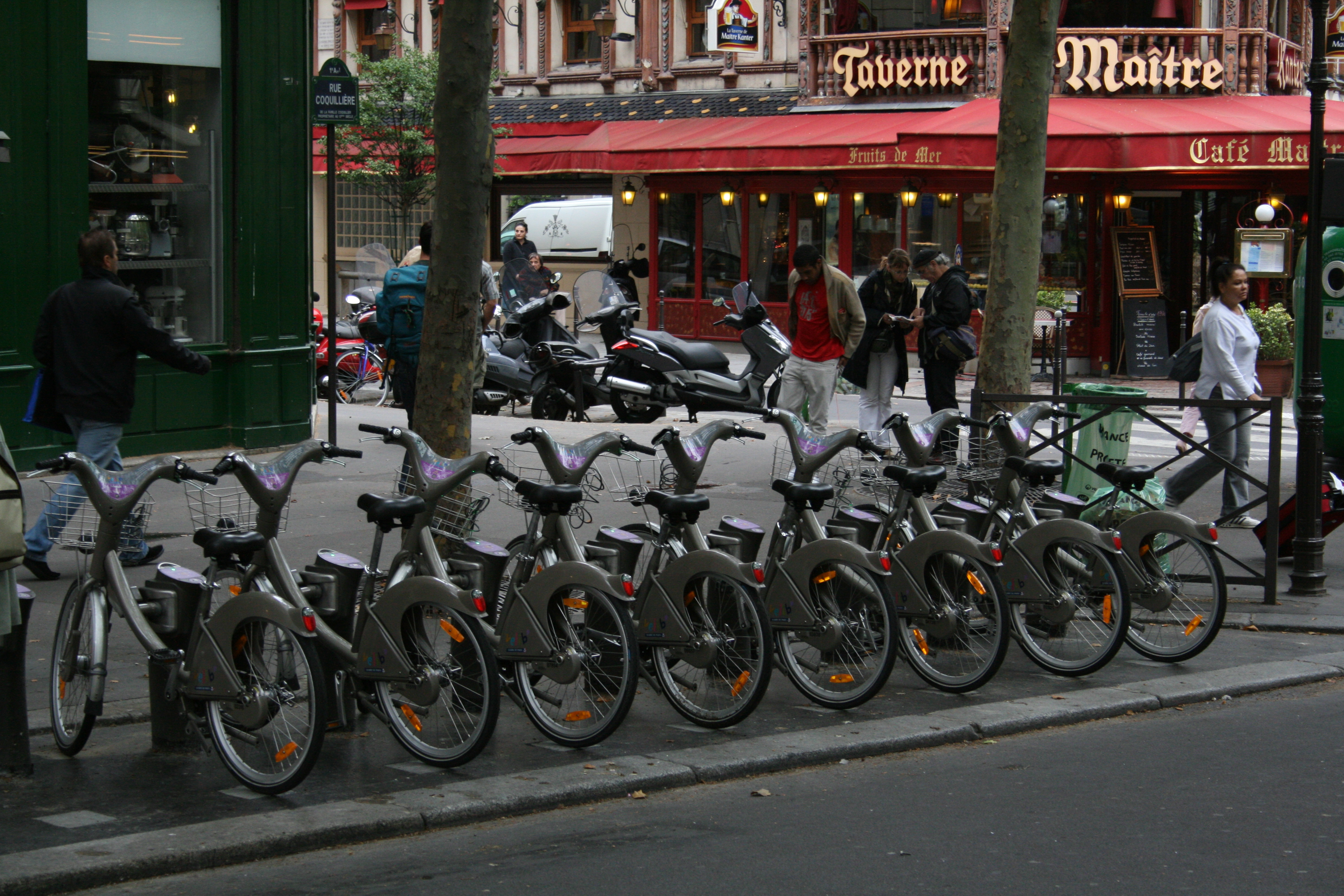
Vélib' de la rue Coquillière.

## Pour approfondir